# La Petite Maison dans la prairie (série télévisée d'animation)
Pour les articles homonymes, voir La Petite Maison dans la prairie (homonymie).
La Petite Maison dans la prairie (Sōgen no Shōjo Rōra (草原の少女ローラ)) (littéralement : Laura, la fille des prairies) est une série animée japonaise en 26 épisodes de 30 minutes, créée par Seiji Endō et Mitsuo Ezakiet, diffusée au Japon du 7 octobre 1975 au 3 avril 1976 sur la chaîne TBS.
L'animé a été créé à la suite du succès de la série télévisée américaine, sortie un an et demi plus tôt, et adaptée du roman La Petite Maison dans la prairie de Laura Ingalls Wilder.

## Synopsis
Aux États-Unis, à l'époque où les colons blancs exploraient les vastes terres d'Amérique, Laura, une fillette, voyage avec ses sœurs et ses parents dans l'Ouest sauvage à la recherche d'une terre fertile pour s'y établir et construire une maison. La famille affrontera et traversera de nombreuses difficultés et épreuves.

## Voix originales
- Laura Ingalls : Kazuko Sugiyama
- Charles Ingalls : Shūsei Nakamura
- Caroline Ingalls : Eiko Masuyama
- Mary Ingalls : Masako Sugaya
- Carrie Ingalls : Yoneko Matsukane
- M. Edwards : Masaaki Okabe

## Commentaires
- Cette série fut achetée et doublée par les Italiens et les Espagnols mais demeure  inédite en France.
- La série s'inspire des premiers livres autobiographiques de Laura Ingalls Wilder (La Petite Maison dans les grands bois, 1932, et La Petite Maison dans la prairie, 1935) dans lesquels Laura est âgée de cinq ans et arrive dans le Wisconsin où son père construit une maison en rondins sur le territoire des Indiens Osage. La série animée se termine avec le départ de la famille Ingalls pour le Kansas.